# Anthony Salle-Canne
Pour les articles homonymes, voir Salle (homonymie) et Canne.

a Compétitions nationales et continentales officielles uniquement.

b Matchs officiels uniquement.
Dernière mise à jour le 8 juillet 2016.
Anthony Salle-Canne, né le 12 octobre 1982 à Lannemezan, est un joueur français de rugby à XV qui évolue au poste de demi de mêlée. Il joue notamment dans sa carrière au sein des clubs de l'US Colomiers, du FC Auch et de l'US Dax.

## Biographie
Originaire de Saint-Lary-Soulan où il vit ses six premiers mois, son père est joueur de rugby, exerçant entre autres à FC Auch à partir de 1982. Anthony Salle-Calle évolue lui aussi dans le club auscitain lors de sa jeunesse jusqu'en 2002,. Il compte plusieurs sélections en équipe de France des moins de 19 ans, entre autres pour la tournée d'automne en 2001, une année après avoir évolué sous le maillot national junior en catégorie des moins de 19 ans.
En 2007, après cinq saisons au sein du club de l'US Colomiers, avec qui il a vécu une descente en Fédérale 1 suivie d'une remontée immédiate, il signe avec l'Aviron bayonnais. Lié au club basque pour deux saisons, il est néanmoins mis de côté lors de la première par les entraîneurs bayonnais ; Salle-Canne fait alors l'objet d'un prêt pour disputer sa seconde saison avec son précédent club, mais n'est pas conservé au terme de cette année par les clubs columérins et bayonnais.
Après avoir évolué au FC Auch, Salle-Canne est recruté pour deux saisons à compter de l'exercice 2013-2014 par l'US Dax,. En septembre 2014, il reprend à l'âge de 31 ans ses études à l'Institut du thermalisme de Dax, en parallèle de son activité sportive professionnelle. Son contrat est renouvelé à l'intersaison 2014 pour une durée d'une année plus une optionnelle. Il n'est pas reconduit pendant l'été 2016.
En parallèle de sa reconversion professionnelle, il entraîne au niveau junior les Crabos de l'US Dax, entre autres pendant la saison 2018-2019. Lors de la saison 2021-2022, il est l'un des entraîneurs du Rassemblement bassin de l'Adour, entente des juniors de l'US Dax et du Saint-Paul SR.

## Palmarès
- Championnat de France de 1re division fédérale :
  - Champion (1) : 2005 avec l'US Colomiers.

## Statistiques

### En équipe nationale
- International -21 ans : participation au championnat du monde 2002 en Afrique du Sud[réf. nécessaire].
- International universitaire : 
  - 2004 : 2 sélections (pays de Galles, Italie A)[réf. nécessaire].
  - 2005 : 1 sélection contre (Angleterre)[réf. nécessaire].
- International amateur[réf. nécessaire]
- International -18 ans[réf. nécessaire] et -19 ans